# 右近保太郎
右近 保太郎（うこん やすたろう、1914年6月8日 - 1997年9月8日）は、日本の経営者。日本火災海上保険社長、会長を務めた。福井県出身。

## 経歴
1938年に東京帝国大学経済学部商学科を卒業し、同年に東京海上火災保険に入社。。
1946年に日本火災海上保険に転じ、1957年に常務に就任し、1958年6月には副社長に就任し、1963年7月には社長に昇格。1981年7月に会長に就任し、1984年に取締役相談役に就任。
1975年10月に藍綬褒章を受章し、1984年11月に勲三等瑞宝章を受章。。
1997年9月8日呼吸不全のために死去。83歳没。